# Milesina
Milesina is een geslacht van schimmels behorend tot de familie Milesinaceae. Het lectotype is Milesina kriegeriana.

## Soorten
Volgens Index Fungorum telt het geslacht 64 soorten (peildatum maart 2023):
| Soortnaam                               | Auteur(s)                                    | Publicatiejaar |
| --------------------------------------- | -------------------------------------------- | -------------- |
| Milesina andina                         | (Faull) Hirats.                              | 1936           |
| Milesina arisanense                     | Hirats.                                      | 1936           |
| Milesina asplenii-incisi                | (Faull) Hirats.                              | 1936           |
| Milesina australis                      | (Arthur) Hirats.                             | 1936           |
| Milesina blechni                        | (Syd. & P. Syd.) Syd. & P. Syd.              | 1910           |
| Milesina blechnicola                    | Hirats. f.                                   | 1934           |
| Milesina carpatica                      | Wróbl.                                       | 1913           |
| Milesina carpatorum                     | Hyl., Jørst. & Nannf.                        | 1953           |
| Milesina chikugoensis                   | Hirats. f.                                   | 1940           |
| Milesina columbiensis                   | Dietel                                       | 1914           |
| Milesina coniogrammes                   | Hirats. f.                                   | 1934           |
| Milesina consimilis                     | (Arthur) Sacc.                               | 1925           |
| Milesina coreana                        | Hirats. f.                                   | 1935           |
| Milesina cryptogrammes                  | Hirats. f.                                   | 1935           |
| Milesina darkeri                        | (Faull) Hirats.                              | 1936           |
| Milesina dennstaedtiae                  | Dietel                                       | 1914           |
| Milesina dieteliana (Eikvarenroest)     | (Syd. & P. Syd.) Magnus                      | 1909           |
| Milesina dilatata                       | (Faull) Hirats.                              | 1936           |
| Milesina diplazii                       | Hirats. f.                                   | 1934           |
| Milesina dryopteridis                   | Kamei                                        | 1932           |
| Milesina erythrosora                    | (Faull) Hirats. f.                           | 1935           |
| Milesina exigua                         | Faull                                        | 1931           |
| Milesina faulliana                      | Hirats. f.                                   | 1934           |
| Milesina feurichii                      | (Magnus) Grove                               | 1921           |
| Milesina formosana                      | Hirats. f. & Hashioka                        | 1941           |
| Milesina fructuosa                      | (Faull) Hirats.                              | 1936           |
| Milesina hashiokae                      | Hirats. f.                                   | 1934           |
| Milesina hiratsukae                     | Morim.                                       | 1953           |
| Milesina histiopteridis                 | G. Cunn.                                     | 1924           |
| Milesina insularis                      | (Faull) Hirats.                              | 1936           |
| Milesina intermedia                     | (Faull) Hirats.                              | 1936           |
| Milesina itoana                         | Kamei                                        | 1932           |
| Milesina jezoensis                      | Kamei & Hirats.                              | 1931           |
| Milesina kameiana                       | Hirats.                                      | 1936           |
| Milesina kriegeriana (Stekelvarenroest) | (Magnus) Magnus                              | 1909           |
| Milesina leviuscula                     | (Dietel & Holw.) Hirats.                     | 1936           |
| Milesina lygodii                        | Syd.                                         | 1925           |
| Milesina magellanica                    | (Faull) Hirats.                              | 1936           |
| Milesina microspora                     | Hirats. f.                                   | 1934           |
| Milesina miikensis                      | Hirats. f.                                   | 1940           |
| Milesina miyabei                        | Kamei                                        | 1932           |
| Milesina morrisonensis                  | Hirats. f.                                   | 1943           |
| Milesina murariae                       | (Magnus) Grove                               | 1921           |
| Milesina nervisequa                     | (Thüm.) P. Syd. & Syd.                       | 1915           |
| Milesina niitakensis                    | Hirats. f.                                   | 1943           |
| Milesina odontosoriae                   | Hirats. f.                                   | 1934           |
| Milesina pavida                         | (H.S. Jacks. & Holw.) Buriticá & J.F. Hennen | 1999           |
| Milesina philippinensis                 | Syd.                                         | 1931           |
| Milesina polypodii                      | (F.B. White) Aime & Rossman                  | 2018           |
| Milesina polypodii-superficialis        | Hirats.                                      | 1936           |
| Milesina polypodophila                  | (H.P. Bell) Faull                            | 1926           |
| Milesina pteridicola                    | Hirats. f.                                   | 1935           |
| Milesina pteridis                       | (Dietel & Holw.) P. Syd. & Syd.              | 1915           |
| Milesina pycnograndis                   | (H.P. Bell) Hirats. f.                       | 1958           |
| Milesina scolopendrii (Tongvarenroest)  | (Fuckel) Jaap                                | 1912           |
| Milesina sublevis                       | (Faull) Hirats.                              | 1936           |
| Milesina thailandica                    | Y. Ono, Unartngam & Okane                    | 2020           |
| Milesina theissenii                     | Siemaszko                                    | 1933           |
| Milesina tobinagae                      | Hirats.                                      | 1936           |
| Milesina vogesiaca                      | Syd. & P. Syd.                               | 1910           |
| Milesina whitei                         | (Faull) Hirats.                              | 1936           |
| Milesina wilczekiana                    | Maire                                        | 1929           |
| Milesina winelandi                      | Hirats.                                      | 1936           |
| Milesina woodwardiana                   | Buchheit & M. Scholler                       | 2019           |